# Jefferson City (Tennessee)
Pour les articles homonymes, voir Jefferson City.
Jefferson City est une municipalité américaine située dans le comté de Jefferson au Tennessee. Lors du recensement de 2010, sa population est de 8 047 habitants.

## Géographie
Selon le Bureau du recensement des États-Unis, la municipalité s'étend en 2010 sur une superficie de 6,4 milles carrés (16,58 km2), dont 0,05 milles carrés (0,13 km2) d'étendues d'eau.

## Histoire
La localité est fondée sous le nom de Mossy Creek vers 1788 par la famille Sharkey Peck. En 1901, elle fusionne avec Carsonville et Frame Addition pour former Jefferson City, nommée en l'honneur du président Thomas Jefferson à l'image du comté.

## Démographie
La population de Jefferson City est estimée à 8 335 habitants au 1er juillet 2016.
Le revenu par habitant était en moyenne de 16 436 dollars par an entre 2012 et 2016, largement inférieur à la moyenne du Tennessee (26 019 dollars) et à la moyenne nationale (29 829 dollars). Sur cette même période, 23,2 % des habitants de Jefferson City vivaient sous le seuil de pauvreté (contre 15,8 % dans l'État et 12,7 % à l'échelle des États-Unis).